# Saxifraga hispidula
Saxifraga hispidula är en stenbräckeväxtart som beskrevs av David Don. Saxifraga hispidula ingår i Bräckesläktet som ingår i familjen stenbräckeväxter. Inga underarter finns listade i Catalogue of Life.